# Taivalkoski
Taivalkoski er en kommune i det nordøstlige Finland. Den ligger den østlige del af landskabet Pohjois-Pohjanmaa (Norra Österbotten), som er en del af provinsen Nordfinland.